# Thai Premier League Division 1 – 2013
Die Thai Premier League Division 1 - 2013 war die insgesamt 16. Saison der zweiten Liga Thailands. Die Liga wurde auch  Yamaha League Division 1 genannt. Die Liga startete mit 18 Vereinen.

## Mannschaften
Aufsteiger
- Thai Premier League Division 1 – 2012 → Thai Premier League 2013

Ratchaburi Mitr Phol
Suphanburi FC
Bangkok United
Absteiger
- Thai Premier League Division 1 – 2012 → Regional League Division 2

Songkhla United FC
Phattalung FC
J.W. Rangsit FC
Raj-Pracha FC
Chanthaburi FC
Absteiger
- Thai Premier League 2012 → Thai Premier League Division 1 - 2013

BBCU FC
Singhtarua FC
TTM Chiangmai FC
Aufsteiger
- Regional League Division 2 → Thai Premier League Division 1 - 2013

Ayutthaya FC
Rayong FC
Rayong United
Trat FC
| Mannschaft              | Standort          | Stadion                                         | Kapazität |
| ----------------------- | ----------------- | ----------------------------------------------- | --------- |
| Air Force AVIA          | Pathum Thani      | Thupatemi Stadium                               | 25.000    |
| Ayutthaya FC            | Ayutthaya         | Ayutthaya Province Stadium                      | 6.000     |
| Bangkok FC              | Bangkok           | 72nd Anniversary Stadium (Bang Mod)             | 8.000     |
| BBCU FC                 | Bangkok           | Royal Thai Army Stadium                         | 20.000    |
| Khon Kaen FC            | Khon Kaen         | Khon Kaen PAO Stadium                           | 8.500     |
| Krabi FC                | Krabi             | Krabi Provincial Stadium                        | 6.000     |
| Nakhon Pathom United FC | Nakhon Pathom     | Nakhon Pathom Municipality Sport School Stadium | 2.141     |
| Nakhon Ratchasima FC    | Nakhon Ratchasima | 80th Birthday Stadium                           | 20.141    |
| Phuket FC               | Phuket            | Surakul Stadium                                 | 15.000    |
| PTT Rayong FC           | Rayong            | PTT Stadium                                     | 17.000    |
| Rayong FC               | Rayong            | Rayong Province Stadium                         | 7.000     |
| Rayong United           | Rayong            | Rayong Province Stadium                         | 7.000     |
| Gulf Saraburi FC        | Saraburi          | Saraburi Stadium                                | 10.000    |
| Siam Navy FC            | Sattahip          | Navy Stadium                                    | 6.000     |
| Singhtarua FC           | Bangkok           | PAT Stadium                                     | 12.308    |
| Sriracha Suzuki FC      | Si Racha          | Suzuki Stadium                                  | 5.000     |
| Trat FC                 | Trat              | Trat Province Stadium                           | 4.000     |
| TTM FC                  | Bangkok           | Boonyachinda Stadium                            | 3.550     |

## Personal
| Mannschaft              | Trainer                  | Mannschaftskapitän      |
| ----------------------- | ------------------------ | ----------------------- |
| Air Force AVIA          | Narasak Boonkleng        | Rungroj Sawangsri       |
| Ayutthaya FC            | Phil Stubbins            | Sittichai Traisilp      |
| Bangkok FC              | Reuter Moreira           | Jakkrapong Yaito        |
| BBCU FC                 | Worachai Surinsirirat    | Salahudin Arware        |
| Khon Kaen FC            | Pichet Suphomuang        | Supakorn Karada         |
| Krabi FC                | Paiboon Lertvimonrut     | Thaweephong Ja-reanroob |
| Nakhon Pathom United FC | Vimol Jankam             | Jarupong Sangpong       |
| Nakhon Ratchasima FC    | Sugao Kambe              | Anon Boonsukco          |
| Phuket FC               | Stefano Cugurra          | Sylvestre Nenebi Tra    |
| PTT Rayong FC           | Nopporn Eksrattra        | Yuttana Chaikaew        |
| Rayong FC               | Apichart Mosika          | Saifon Kasemsang        |
| Rayong United           | Varit Boonsripittayanon  | Suradej Saotaisong      |
| Gulf Saraburi FC        | Tawan Sripan             | Manus Tudsuntorn        |
| Siam Navy FC            | Arjhan Srong-ngamsub     | Kusoel Pengpol          |
| Singhtarua FC           | Dusit Chalermsan         | Kiatjarern Ruangparn    |
| Sriracha Suzuki FC      | Trongyod Klinsrisook     | Umpai Mutaporn          |
| Trat FC                 | Harnarong Chunhakunakorn | Rattaporn Saetan        |
| TTM FC                  | Wisoon Wichaya           | Somchai Hun-ieng        |

## Ausländische Spieler
| Mannschaft              | Spieler 1       | Spieler 2           | Spieler 3           | Spieler 4             | Spieler 5            | Spieler 6        | Spieler Asien             |
| ----------------------- | --------------- | ------------------- | ------------------- | --------------------- | -------------------- | ---------------- | ------------------------- |
| Air Force AVIA          | David Bayiha    | David Le Bras       | Kouassi Yao Hermann | Kobenan N'Guatta      | Julius Oiboh         | Zezinando        | Jun Uruno                 |
| Ayutthaya FC            | Daniel Melo     | Antonio Vega        | Justin Herve        | Malick Ndape          | Adefolarin Durosinmi | Chun Boas        | Chang Seung-weon          |
| Bangkok FC              | Antonio Pina    | Jean Marc           | Lee Tuck            | Samuel Kwaku          | Olof Watson          | Wellington Rocha | Yuki Bamba                |
| BBCU FC                 | Eduardo Salles  | Marcio Da Silva     | Bouba Abbo          | Fofana Abib           | Moussa Sylla         | Kim Woo-chul     | Kim Seong-yeon            |
| Khon Kaen FC            | Matías Recio    | Christ Mbondi       | Amr Shaaban         | Shogo Nakahara        | Yūsuke Nakatani      | Yūto Nagasaka    | Xiang Li                  |
| Krabi FC                | Valci Júnior    | Michel Gnonka       | John Mary           | Anayo Cosmas          | Bojan Mamić          | Ju Myeong-gyu    | Soukaphone Vongchiengkham |
| Nakhon Pathom United FC | Paulo Renato    | Pierre Sylvain      | Lesley Ablorh       | Andre Houma           | Kordell Samuel       | Yoo Jae-min      | Cho Kwang-hoon            |
| Nakhon Ratchasima FC    | Douglas Lopes   | Munze Ulrich        | Noah Chivuta        | Satoshi Nagano        | Shōta Koide          |                  | Katō Yūsuke               |
| Phuket FC               | Dudu            | Cristian Alex       | Ludovick Takam      | Geoffrey Doumeng      | Giorgi Tsimakuridze  | Nenebi           | Yusuke Sato               |
| PTT Rayong FC           | Amadou Ouattara | Baba Ouattara       | Jὸzef Tirer         | Miroslav Tóth         | Terukazu Tanaka      | Yeon Gi-sung     | Erikson Noguchipinto      |
| Rayong FC               | Mário Da Silva  | Thierry Tchobe      | Tommy Falue         | Walther Henri         | Abdel Abzizou        | Choi Kun-sik     | Yagin Boas                |
| Rayong United           | Marcio Santos   | Ryohei Maeda        | Kwon Dae-hee        |                       |                      |                  | Byeon Seung-won           |
| Gulf Saraburi FC        | Mario Neto      | Bernard Doumbia     | Valery Djomon       | Errol Anthony Stevens | Yusuke Murayama      |                  | Joo Dai-min               |
| Siam Navy FC            | Rafael Moretto  | Eboule Bille Samuel | Diomande Adama      | Souleymane Coulibaly  | Seiya Kojima         |                  | Jeong Woo-geun            |
| Singhtarua FC           | Leandro         | Ali Diarra          | Mathias Christen    | Amara Jerry           | Ivan Petrović        | Patrick Reichelt | Ri Myong-Jun              |
| Sriracha Suzuki FC      | Diego           | Ratinho             | Serginho            | Berlin Ndebe-Nlome    | Ivan Bošković        | Kochi Jun        | Irfan Bachdim             |
| Trat FC                 | Douglas Cobo    | Woukoue Raymond     | Franklin Anzité     | Almamy Sylla          | Labi Kassiaty        |                  | Na Kwang-hyun             |
| TTM FC                  | Didier Sohna    | Jacques Bertin      | Lassana Sidibe      | Alfred Emoefe         | Shota Wada           | Joo Jin-hak      | Yoo Hong-youl             |

## Abschlusstabelle
| Pl. | Verein                  | Sp. | S  | U  | N  | Tore    | Diff. | Punkte |
| --- | ----------------------- | --- | -- | -- | -- | ------- | ----- | ------ |
| 1.  | Air Force AVIA          | 34  | 20 | 9  | 5  | 051:280 | +23   | 69     |
| 2.  | Singhtarua FC           | 34  | 20 | 5  | 9  | 061:400 | +21   | 65     |
| 3.  | PTT Rayong FC           | 34  | 17 | 13 | 4  | 044:270 | +17   | 64     |
| 4.  | Bangkok FC              | 34  | 18 | 8  | 8  | 069:540 | +15   | 62     |
| 5.  | Nakhon Ratchasima FC    | 34  | 15 | 9  | 10 | 049:350 | +14   | 54     |
| 6.  | Gulf Saraburi FC        | 34  | 12 | 11 | 11 | 049:420 | +7    | 47     |
| 7.  | Trat FC                 | 34  | 12 | 11 | 11 | 059:600 | −1    | 47     |
| 8.  | Ayutthaya FC            | 34  | 11 | 11 | 12 | 040:410 | −1    | 44     |
| 9.  | Krabi FC                | 34  | 11 | 8  | 15 | 044:490 | −5    | 41     |
| 10. | Siam Navy FC            | 34  | 10 | 10 | 14 | 042:470 | −5    | 40     |
| 11. | BBCU FC                 | 34  | 9  | 13 | 12 | 033:450 | −12   | 40     |
| 12. | Nakhon Pathom United FC | 34  | 9  | 12 | 13 | 047:510 | −4    | 39     |
| 13. | Phuket FC               | 34  | 8  | 15 | 11 | 036:420 | −6    | 39     |
| 14. | TTM FC                  | 34  | 9  | 11 | 14 | 036:460 | −10   | 38     |
| 15. | Sriracha Suzuki FC      | 34  | 10 | 7  | 17 | 048:530 | −5    | 37     |
| 16. | Khon Kaen FC            | 34  | 8  | 12 | 14 | 040:540 | −14   | 36     |
| 17. | Rayong FC               | 34  | 8  | 12 | 14 | 048:620 | −14   | 36     |
| 18. | Rayong United           | 34  | 6  | 9  | 19 | 037:570 | −20   | 27     |

| Zum Saisonende 2013:                                                              |
| Aufsteiger in die Thai Premier League Absteiger in die Regional League Division 2 |

## TOP Torschützen
Stand: 2. November 2013
| Platz | Spieler               | Mannschaft                               | Tore |
| ----- | --------------------- | ---------------------------------------- | ---- |
| 1     | Leandro               | Singhtarua FC                            | 24   |
| 2     | Lee Tuck              | Bangkok FC                               | 23   |
| 3     | Matias E.Recio        | Khon Kaen FC                             | 19   |
| 4     | Valci Júnior          | Rayong United (8 Tore) Krabi FC (9 Tore) | 17   |
| 5     | Kouassi Yao Hermann   | Air Force AVIA                           | 16   |
| 5     | Olof Hvidén-Watson    | Bangkok FC                               | 16   |
| 7     | Berlin Ndebe-Nlome    | Sriracha Suzuki FC                       | 15   |
| 7     | Yusuke Kato           | Nakhon Ratchasima FC                     | 15   |
| 9     | Bernard Doumbia       | Gulf Saraburi FC                         | 14   |
| 10    | Promphong Kransumrong | Nakhon Ratchasima FC                     | 13   |

## Hattricks
| Spieler               | Mannschaft           | Gegnerische Mannschaft | Ergebnis | Datum              |
| --------------------- | -------------------- | ---------------------- | -------- | ------------------ |
| Pichet In-bang        | BBCU FC              | Sriracha Suzuki FC     | 3 – 1    | 9. März 2013       |
| Valci Júnior          | Rayong United        | Rayong FC              | 3 – 1    | 7. April 2013      |
| Promphong Kransumrong | Nakhon Ratchasima FC | Siam Navy FC           | 5 – 0    | 19. Mai 2013       |
| Olof Hvidén-Watson    | Bangkok FC           | Khon Kaen FC           | 7 – 3    | 29. Mai 2013       |
| Franklin Anzité       | Trat FC              | Bangkok FC             | 3 – 3    | 18. August 2013    |
| Lee Tuck              | Bangkok FC           | Siam Navy FC           | 4 – 1    | 22. September 2013 |
| Patrick Reichelt      | Singhtarua FC        | TTM FC                 | 4 – 2    | 20. Oktober 2013   |

## Auszeichnungen
| Auszeichnung                 | Name                 | Mannschaft           |
| ---------------------------- | -------------------- | -------------------- |
| Trainer des Jahres           | Narasak Boonkleng    | Air Force AVIA       |
| Torwart des Jahres           | Erikson Noguchipinto | PTT Rayong FC        |
| Verteidiger des Jahres       | Nantachot Pona       | PTT Rayong FC        |
| Mittelfeldspieler des Jahres | Sarach Yooyen        | Nakhon Ratchasima FC |
| Stürmer des Jahres           | Lee Tuck             | Bangkok FC           |
| GOLDEN BOOT                  | Leandro              | Singhtarua FC        |